# Liste des ZNIEFF des Hautes-Pyrénées
Cette liste recense les sites classés Zones naturelles d'intérêt écologique, faunistique et floristique du département des Hautes-Pyrénées.

## Statistiques
Les Hautes-Pyrénées comptent 139 sites classés zones naturelles d'intérêt écologique, faunistique et floristique.

## Liste des sites

### Liste des ZNIEFF de type I

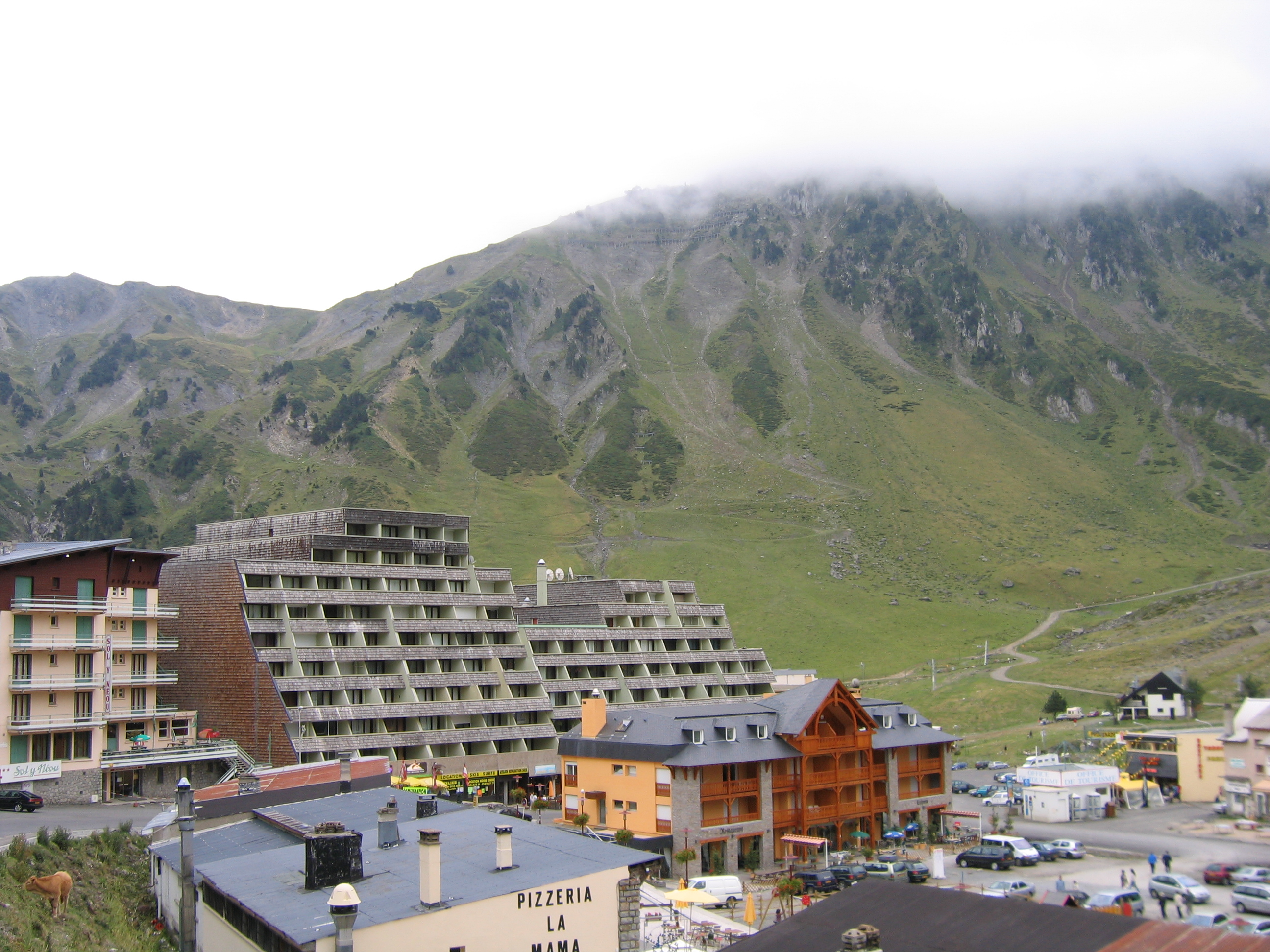
La Mongie.

- L'Adour, de Bagnères-de-Bigorre à Barcelonne-du-Gers[2]
- L’Adour, amont[2]
- Bois et rochers calcaires de Pène Haute de Rebouc[3]
- Bois de Rebisclou et Souyeaux[4]
- Bois et landes des Argudes, Téchéné et les Lannes[5]
- Bois des collines de l'ouest Tarbais[6]
- Bois et tourbière d´Arné et Garaison[7]
- Bois de la Cabane[8]
- Bois, landes et tourbières d'Uglas[9]
- Cap d'Estivère, Bayelle de Gazave et pic de Picharot[10]
- Cirque de Cloutou et sud de La Mongie[11]

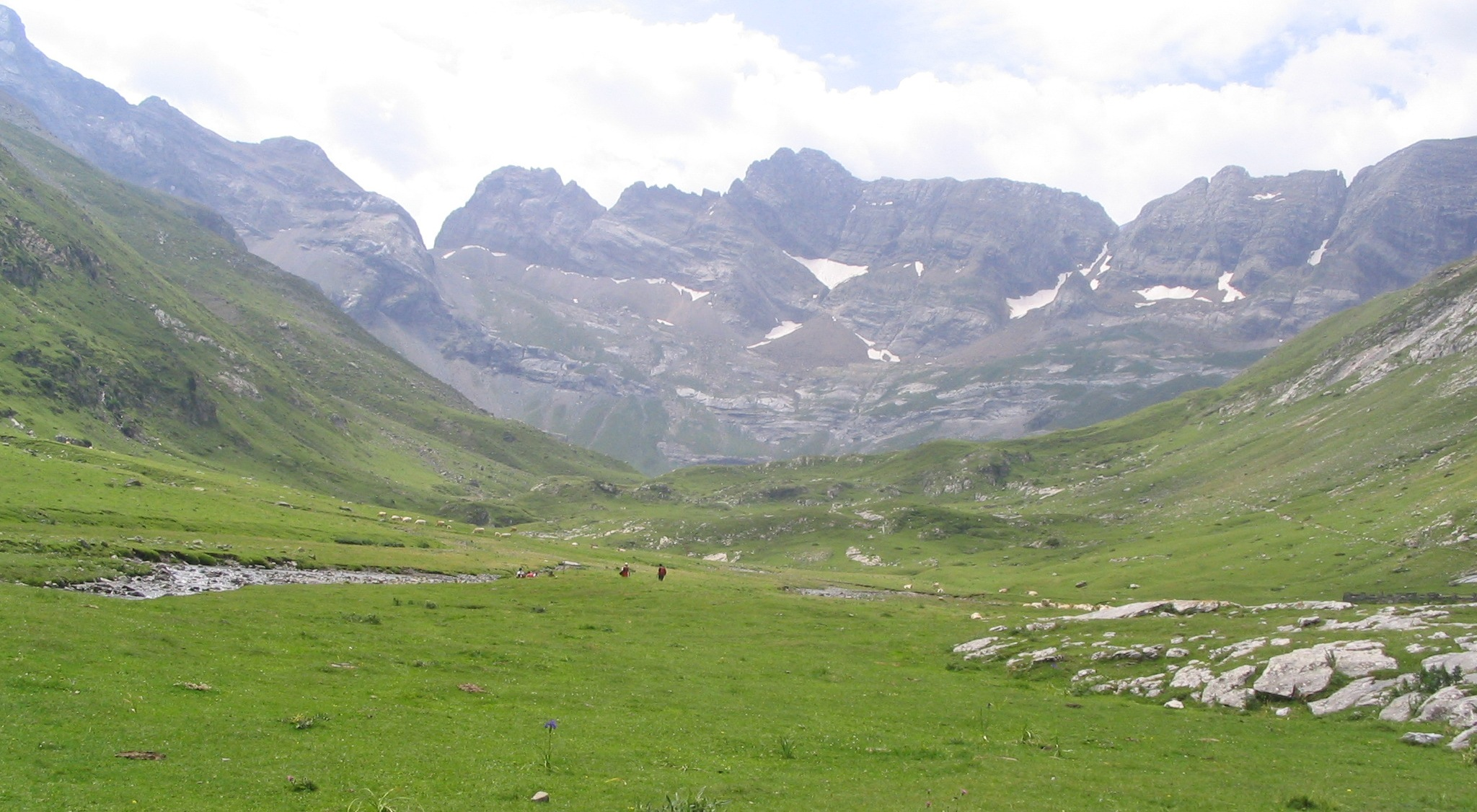
Cirque d’Estaubé.

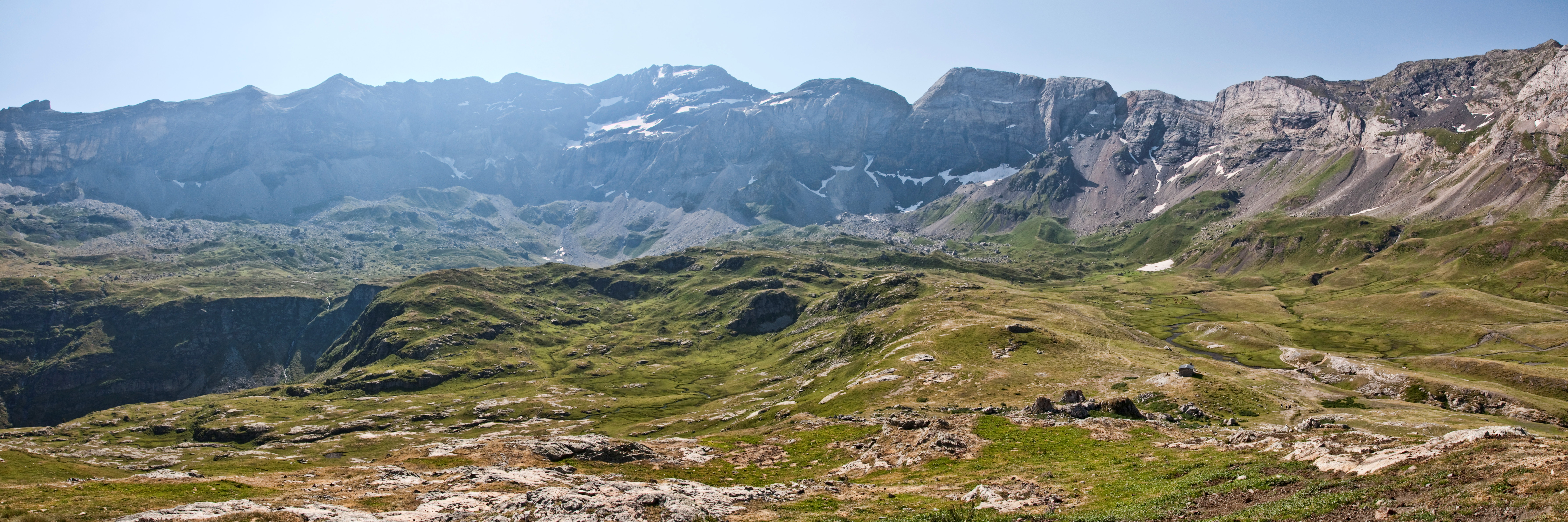
Cirque de Troumouse.

- Cirques d’Estaubé, de Gavarnie et de Troumouse[12]
- Chaînon du sommet d'Antenac au Cap de Pouy de Hourmigué[13]
- Col de Mortis et pic de Cau[14]
- Collines de Lanne Saint-Roch[15]
- Cours amont du Bouès[16]
- Dortoir de milans royaux de Bénac[17]
- Dortoir de milan royal d'Esparros[18]
- Estives de Peyresourde à Pouyaué[19]
- Forêts du Nistos et Pic de Mont Aspet[20]
- Forêt de Campuzan et lac de Puydarrieux[21]
- Forêt de Très Crouts, Lourdes, Ségus et le Béout[22].

- Gaves d'Arrens, d'Estaing et de Cauterets[23]

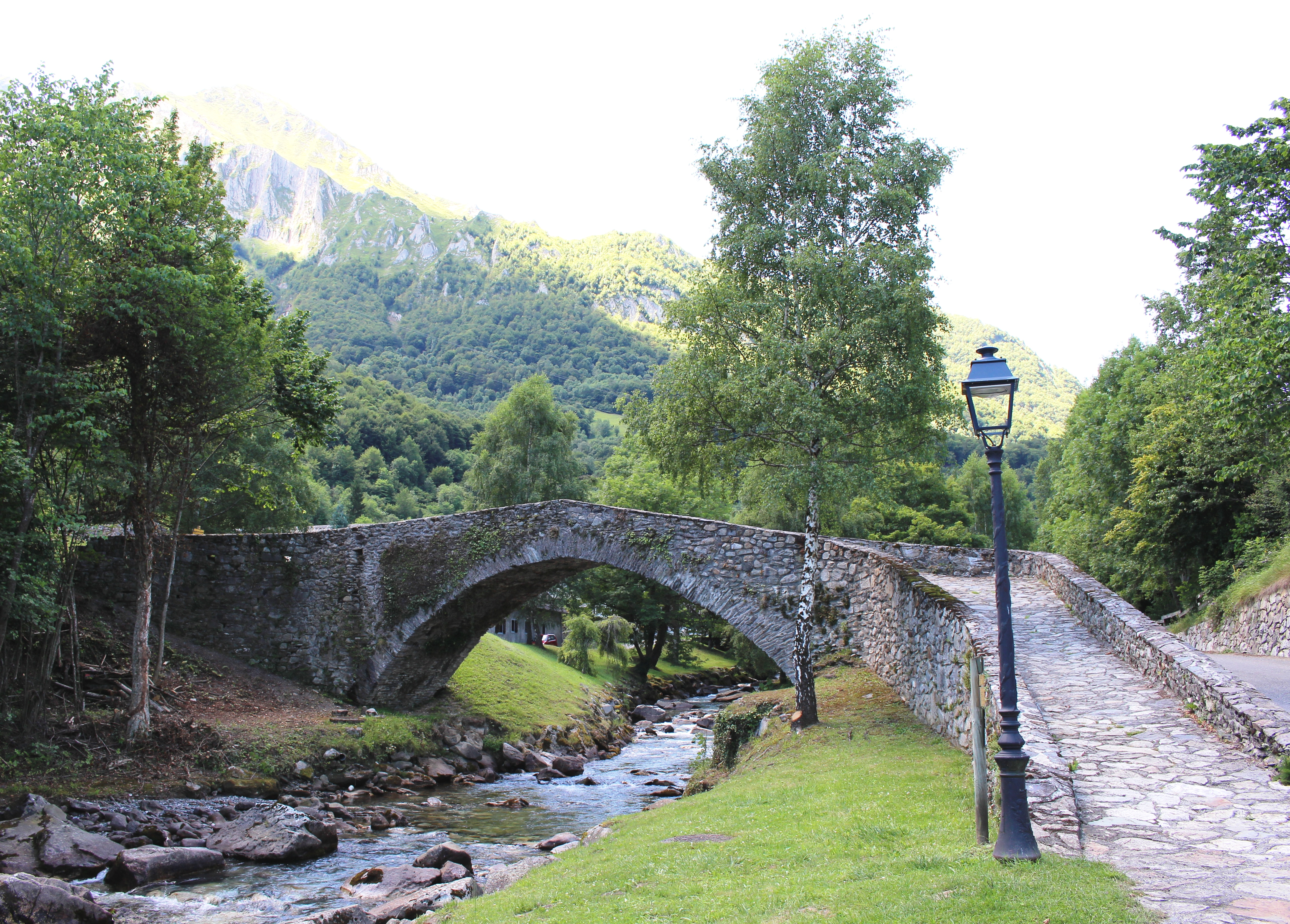
Gave d'Arrens.

- Gave d'Azun, ruisseau du Bergons et Gave de Lourdes[24]
- La Garonne de la frontière Franco-Espagnole jusqu'à Montréjeau[25]
- Landes du Bédat et de Sainte-Barbe[26]
- Lac du Louet et ruisseau de Louet Daban en amont[27]
- Landes humides du plateau de Ger[28]
- Landes et bocages du ruisseau de Banchet[29]
- Landes atlantiques du polygone[30]
- Milieux forestiers, rocheux et humides du Vallon d'Arize[31]
- Massif montagneux entre Argelès-Gazost et l'Ouzom[32]
- Marais de la Matole et chênaie Atlantique d'Ossun[33]
- Massif de la Barousse

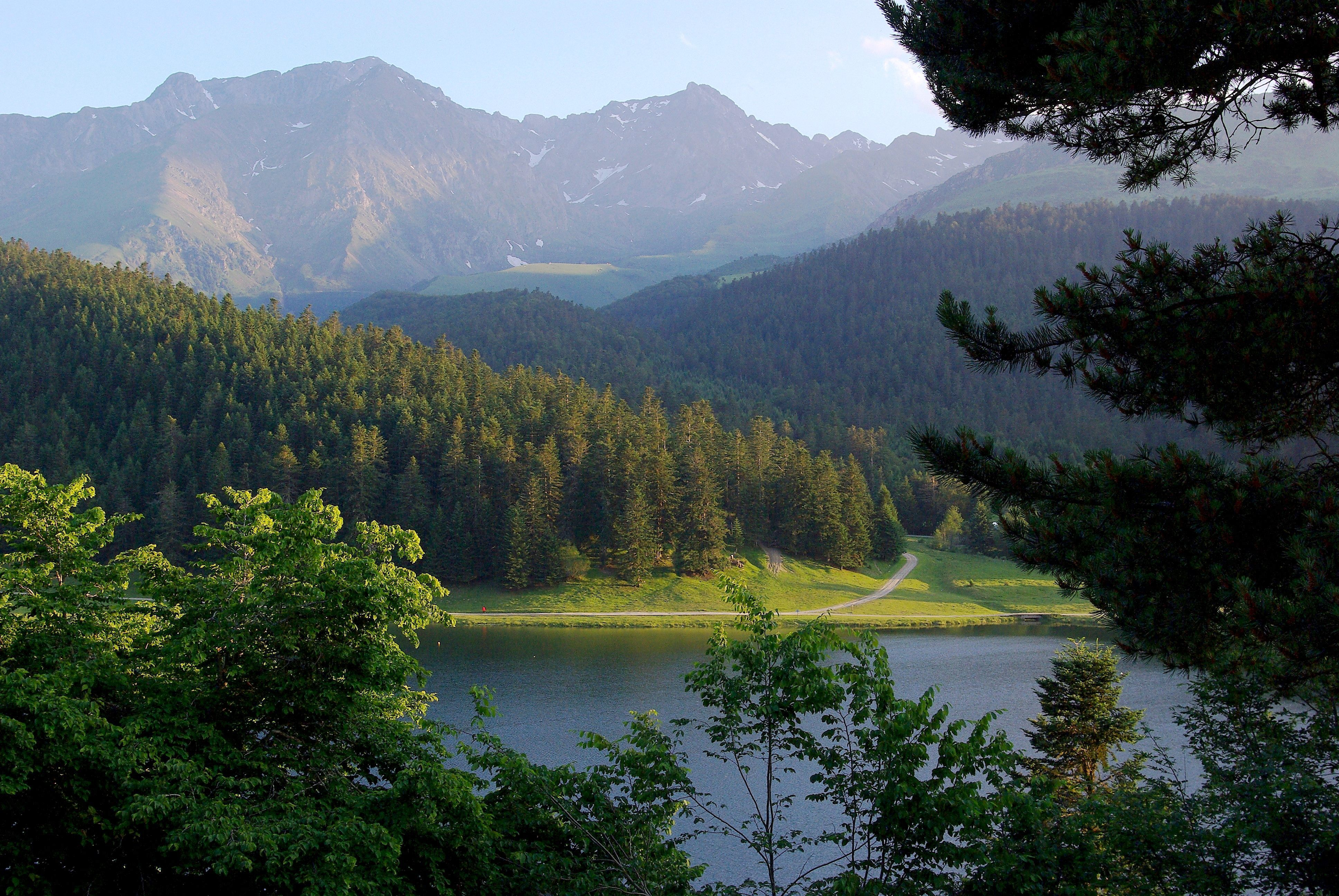
Lac de Payolle.

- Massif du Vignemale et vallées du Marcadau, de Gaube et de Lutour[34]
- Massif entre les Nestes d'Aure et du Louron[35]
- Les massifs du Cabaliros et du Moun Né[36]
- Massif karstique du Monné, Tucou, Bédat[37]
- Massif du Montaigu et de Hautacam[38]
- Massif du Pic-du-Midi-d'Arrens[39]
- Massif en rive gauche du Bastan[40]
- Montagnes de Campbieil et Barrada et vallon du Barrada[41]
- Montagne des Quatre Véziaux, Montarrouye et Gaoube[42]

- Montagne d'Eget[43]

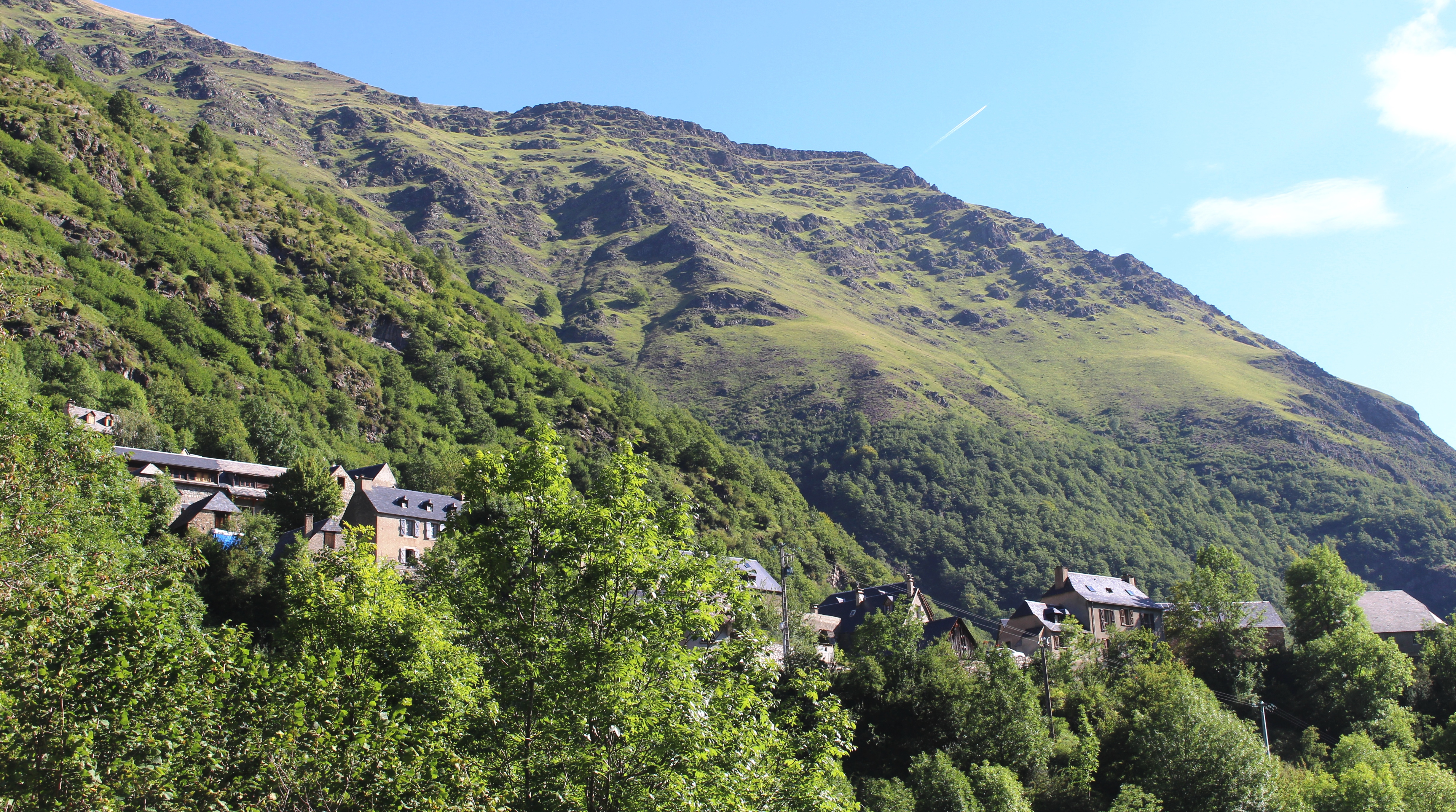
Eget.

- Montagne du Liset de Hount blanque et Aygue Rouye à la Montagnette[44]
- Montagnes de Saint-Bertrand-de-Comminges et de Tibiran-Jaunac[45]
- Les Mouras[46]
- Pied du Massif de Hautacam entre Argelès-Gazost et Saint-Créac[47]
- La Neste, amont[48].
- La Neste du Louron et ses affluents[49]
- Neste moyenne et aval

- Payolle[50]

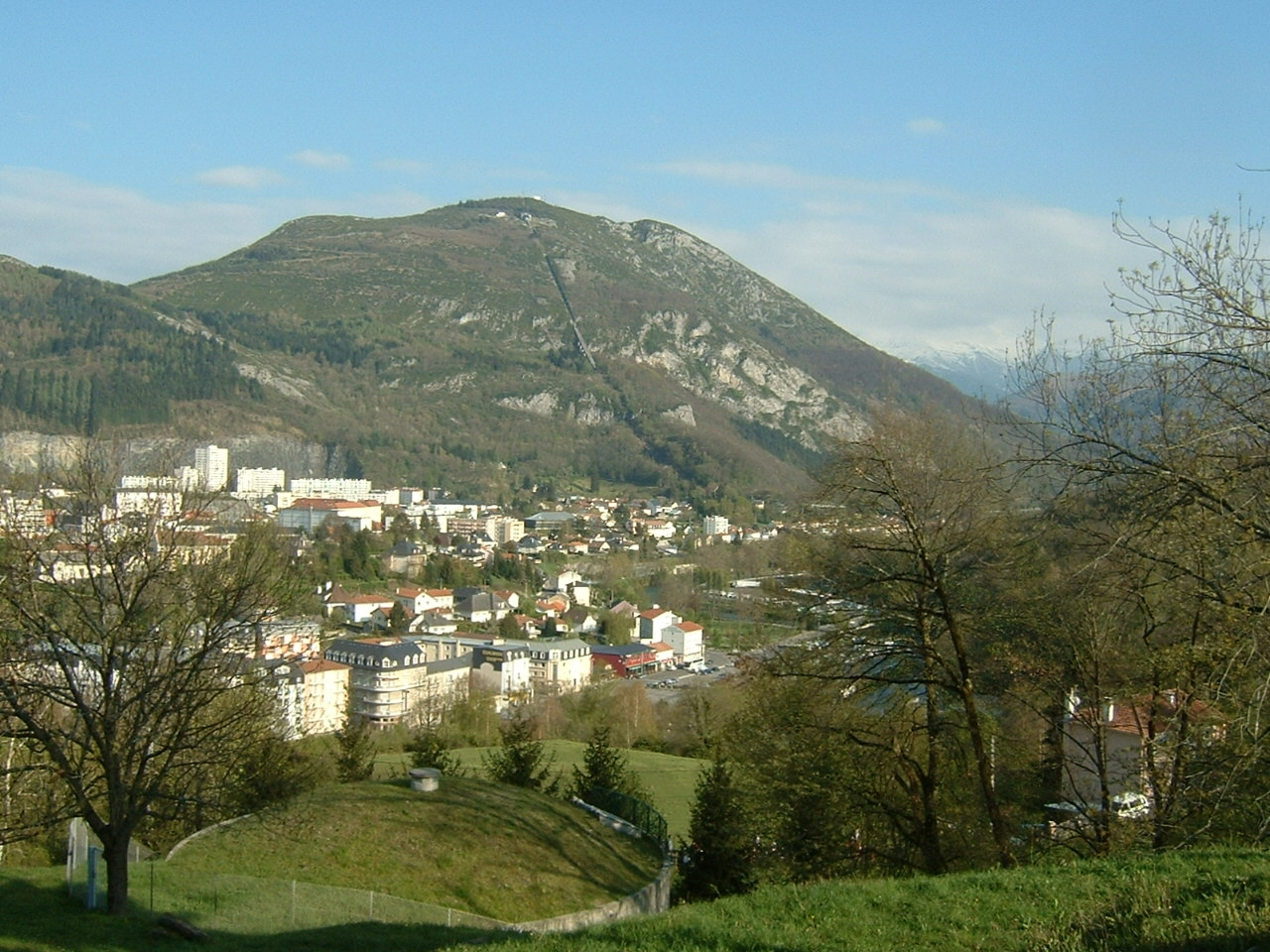
Pic du Jer.

- Pelouses sèches des Paguères À Sariac-Magnoac[51]
- Pic du Jer[52]
- Prairies de la vallée du Gers entre Monlong et Lassales[53]
- Ravin de la Mousclère[54]
- Relief karstique, milieux montagnards et forestiers de Camous au mont Mérag[55]
- Réseau hydrographique de l'Arrêt-Darré[56]
- Réseau hydrographique du Nistos[57]
- Réseau hydrographique de l'Échez[58]

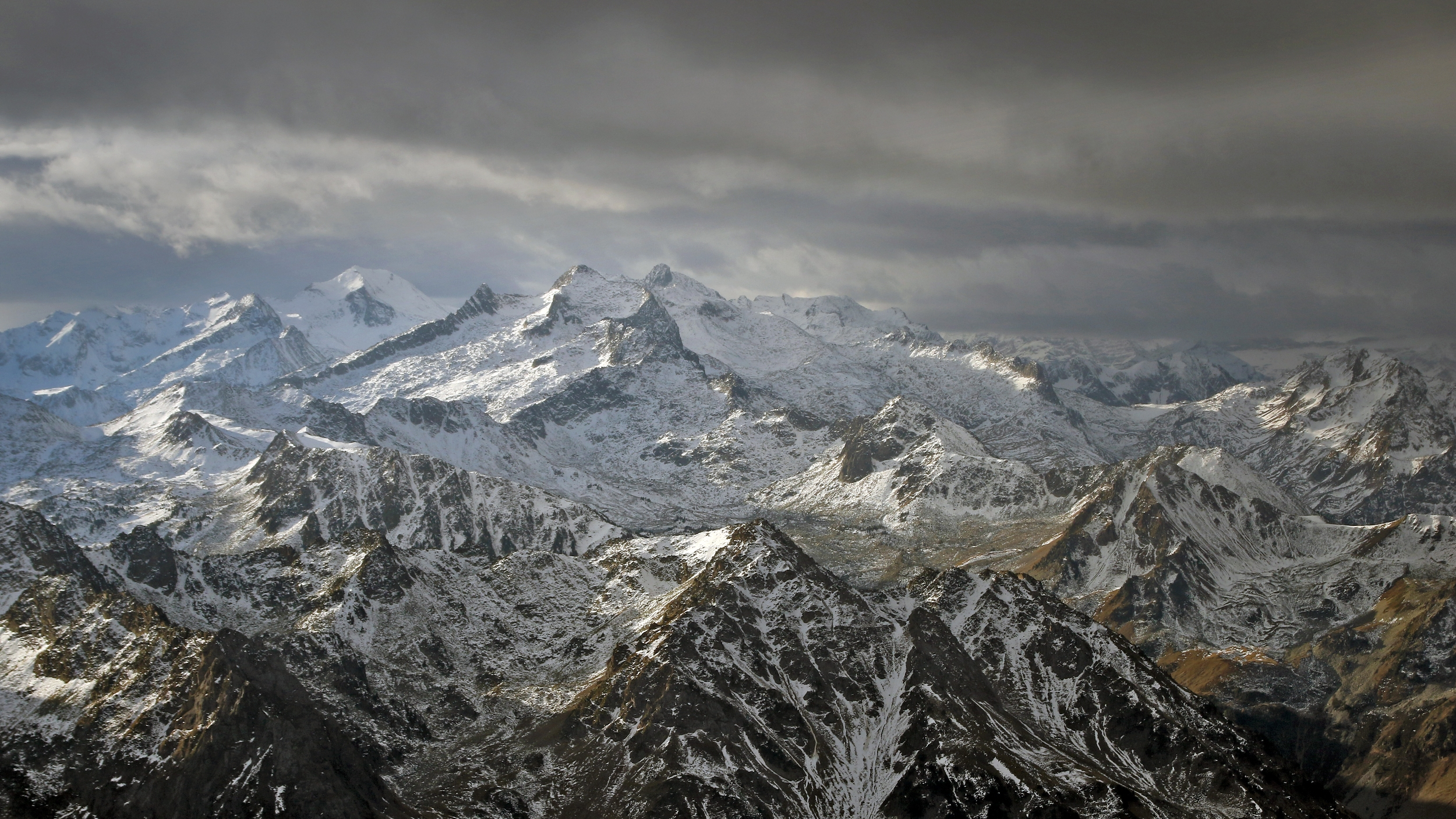
Réserve du Néouvielle.

- Réserve du Néouvielle et vallons de Port-Bielh et du Bastan[59]
- Réseau hydrographique des Angles et du Bénaquès[60]
- Réseau hydrographique de l'Oussouet et de la Gailleste[61]
- Rochers de Lortet, le Mont[62]
- Rochers calcaires et milieux associés du Mail de Maubourg à la montagne de Gert[63]
- Soulanes et crêtes des massifs du Granquet, Estibette et Pibeste[64]
- L´Ourse et ses affluents de Ferrère à Izaourt[65].

- L´Ourse de Sost et ses affluents[66]
- Tourbières de Clarens[67]
- Tourbière d'Escala[68]

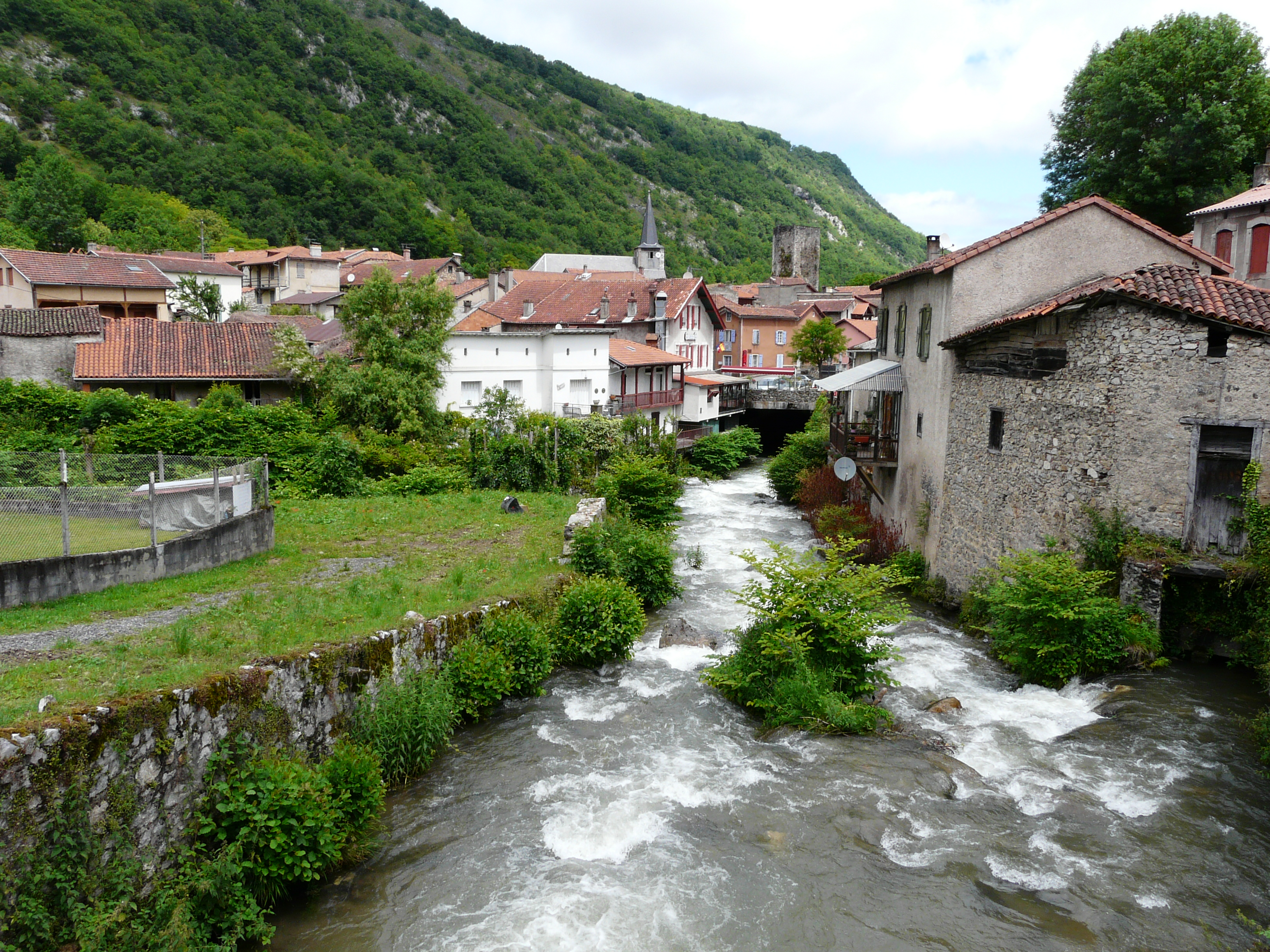
L’ Ourse de Sost.

- Tourbière des Naudes et graves du Bernet[69]
- Tourbières de Couet-Daban et de Gabastou[70]
- Tourbière de Poueyferré et ruisseau de Baratchèle[71]
- Tourbières, boisements riverains et bocage humide du Lavet[72]
- Landes humides et tourbières de Capvern[73]
- Landes, prairies et tourbières de chourine et du Cap de la Lanne[74]
- Tourbière et lac de Lourdes[75]
- Hautes vallées des gaves d’Arrens et de Labat de Bun[76]
- Vallée de Cestrède[77]

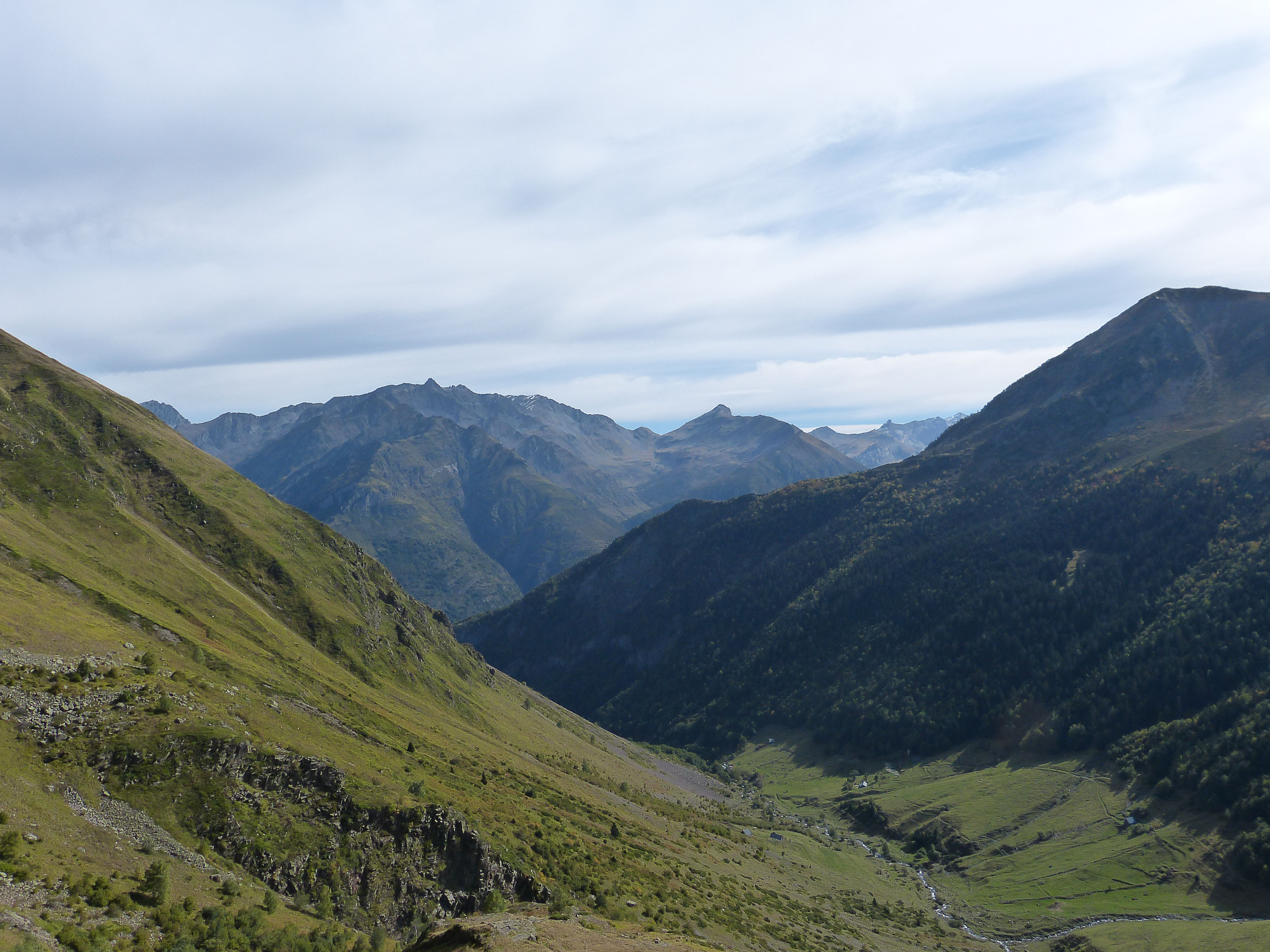
Vallée de Cestrède.

- Vallons forestiers et milieux subalpins en rive droite du Bas Louron[78]
- Vallée d'Isaby[79]
- Vallon de Sarroumagna, bois du Pradet et soulane d'Ourde[80]
- Vallée d'Aulon et soulane de Vielle-Aure[81]
- Vallon de Badet et Soulane d'Aragnouet[82]
- Vallons de la Bégole, de la Baïse amont, et de leurs affluents

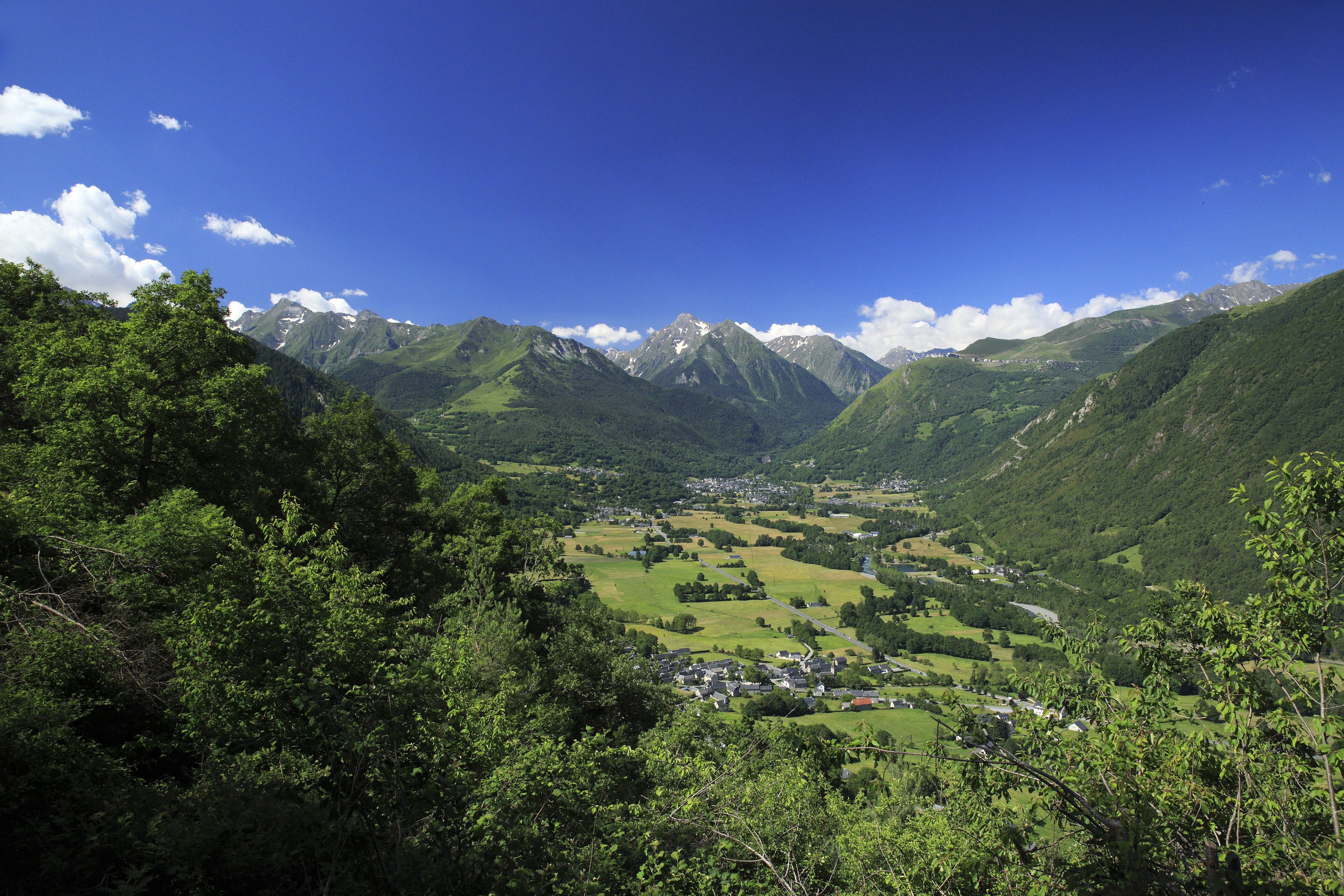
Vallée d’ Aure.

- Haute vallée d'Aure en rive droite, de Barroude au col d'Azet[83]
- Vallons d'Ossoue et d'Aspé[84]
- Versant ouest du Viscos[85]
- Versant est du Viscos[86]
- Versant est du Gabizos[87]
- Versants forestiers et rochers calcaires du mont Mouch[88]
- Versant sud du Soum d´Arrouy, du gave au pic de Barbe de Bouc[89]
- Versants boisés de la vallée de Gripp[90]
- Versant est de la vallée de la Neste d'Aure, de l'Arbizon au col d'Aspin[91]
- Zone humide de Bouscat[92]

### Liste des ZNIEFF de type II
- Adour et milieux annexes[93].

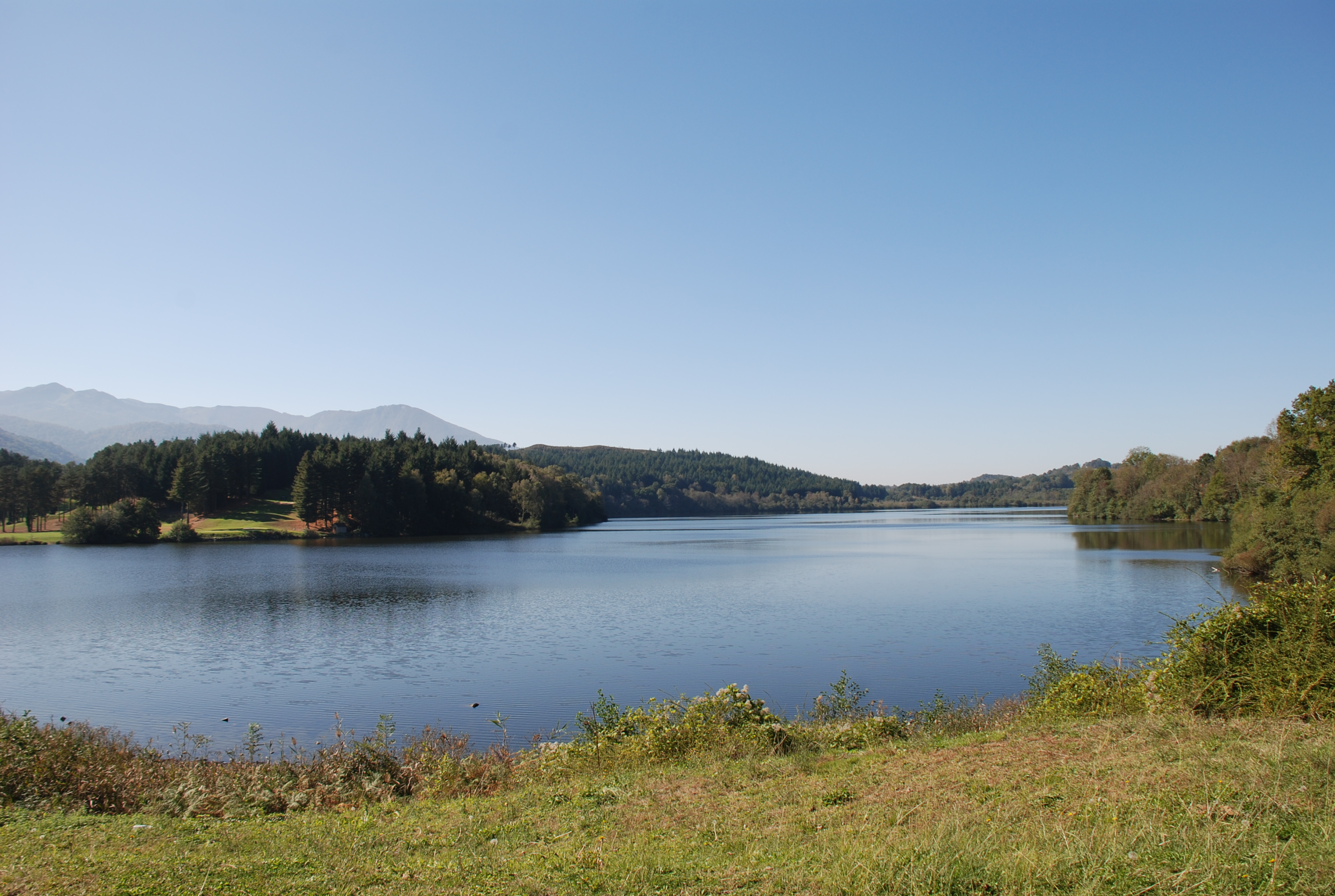
Lac de Lourdes.

- Amont des bassins de la Louge, de la Save, du Lavet et de la Noue et Landes orientales du Lannemezan
- Cours de l'Arros[94].
- Baronnies[95].
- Bassin du haut Adour[96].
- Bassin versant du lac de Lourdes[97]
- Boisements de la plaine de l'Adour de Chis à Bazillac[98].
- Coteau en rive droite du Lizon de Burg à Lustar[99]
- Coteaux de Capvern à Betplan[100]

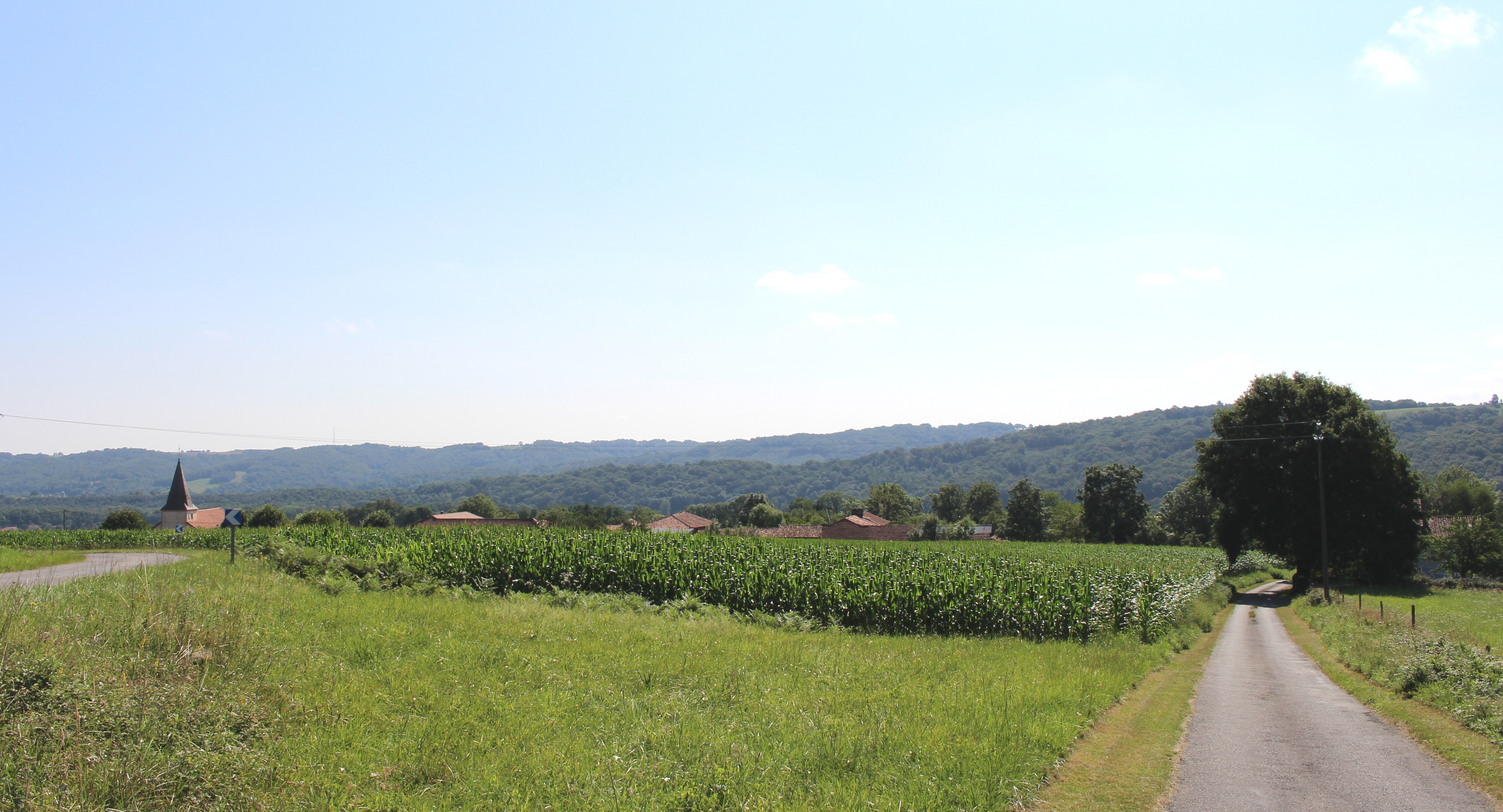
Plateau de Lannemezan.

- Coteau de la Baïse de Montastruc à Trie-sur-Baïse[101]
- Coteaux du Gers d'Aries-Espénan à Auch[102]
- Coteaux de Haget à Lhez[103]
- Coteaux et vallons des Angles et du Bénaquès[104]
- Plateau de Ger et coteaux de l'ouest Tarbais[105]
- Landes humides de Capvern et plateau de Lannemezan[106]
- Garonne amont, Pique et Neste[107]

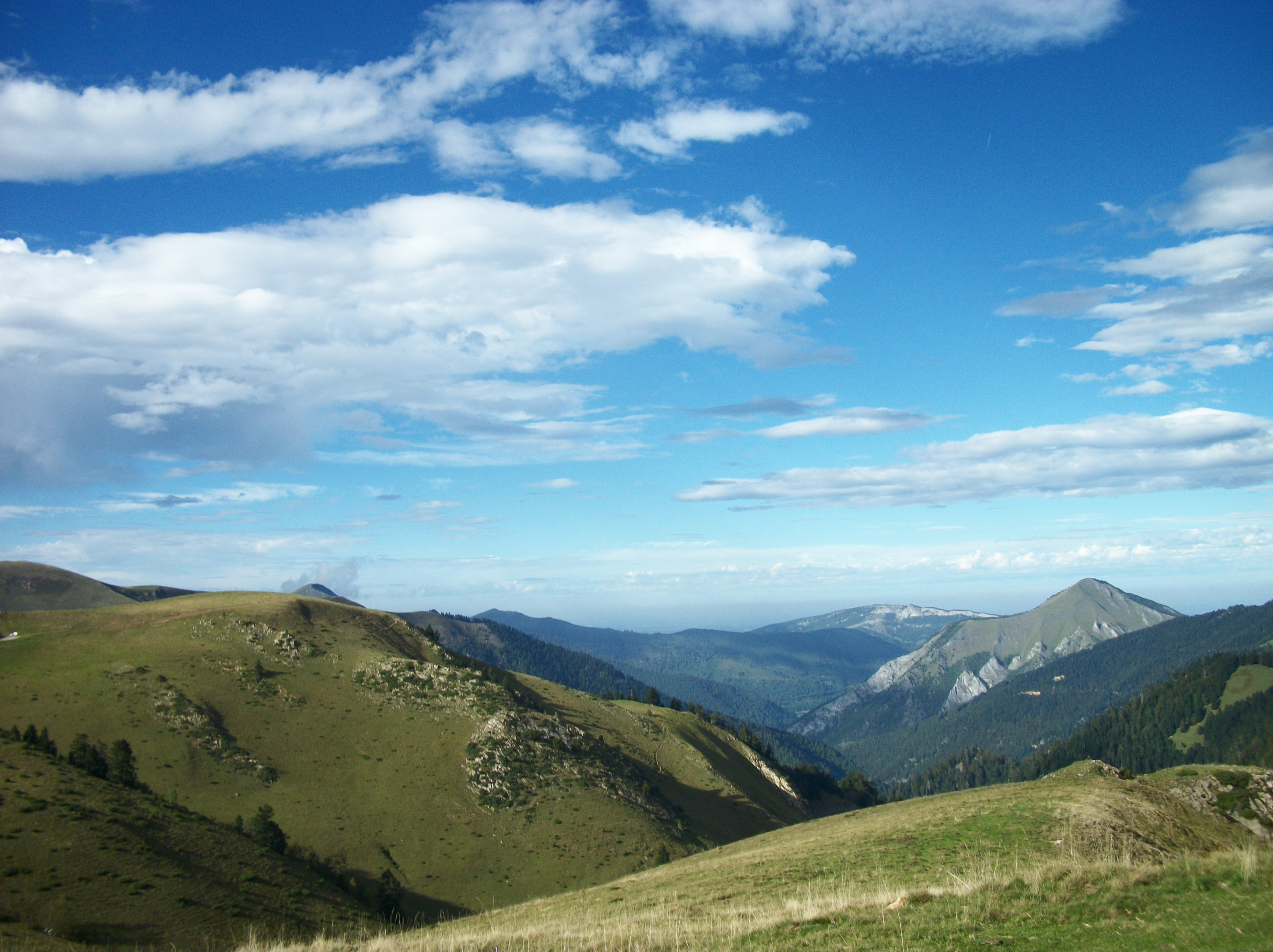
Massif de la Barousse.

- Massif du Monné, vallée de l'Oussouet[108].
- Montagnes sèches et rocheuses en rives gauche et droite de l'Ourse et à Saint-Bertrand-de-Comminges[109]
- Haute vallée du gave de Pau : Vallées de Gèdre et Gavarnie[110].
- Val d'Azun et haute vallée du Gave de Cauterets[111].
- Massif de la Barousse et chaînon du sommet d´Antenac au cap de Pouy de Hourmigué[112] ;
- Piémont calcaire, forestier et montagnard du Nistos en rive droite de la Neste[113]
- Plateau et vallons des Coustalats[114].
- Vallées de Barèges et de Luz[115].
- Vallée du Louron[116]